# Andrey Khramov
Andrey Khramov (né le 17 janvier 1981) est un orienteur russe de Haut Niveau. 

## Palmarès

### Jeux mondiaux
- Jeux mondiaux de 2017 à Wrocław (Pologne)
  -  Médaille de bronze en catégorie Relais mixte

### Jeux mondiaux militaires
- Médaille d'argent en 2019 à Wuhan (Chine) en relais
- Médaille d'argent en 2019 à Wuhan (Chine) par équipe